# Ursula Gigler-Gausterer
Ursula Gigler-Gausterer (* 13. Juli 1957 in Graz als Ursula Gausterer) ist eine österreichische Tänzerin, Choreographin sowie Trainerin im Triathlon.

## Leben
Ursula Gigler-Gausterer absolvierte ihre Ausbildung im klassischen, zeitgenössischen und ethnischen Tanz (Graz, New York, Kopenhagen). Das Studium der Sportwissenschaften an der Karl-Franzens-Universität Graz schloss sie nicht ab. 1986 war sie Lehrbeauftragte für Bühnentanz an der Universität für Musik und darstellende Kunst Graz und hat seit 1984 eine Lehrtätigkeit für Gymnastik und Tanz an der Karl-Franzens-Universität Graz. Ursula Gigler-Gausterer ist verheiratet und hat zwei Söhne. Sie lebt in Graz und Bad Mitterndorf.

## Schaffen
Ursula Gigler-Gausterer ist Intendantin der Internationalen Bühnenwerkstatt Graz und der daraus hervorgegangenen Tanzkompanie BWST. Seit 1992 konzipiert, entwickelt und produziert sie Tanz-Konzepte, Produktionen und Koproduktionen mit nationalen und internationalen Künstlern und Institutionen unterschiedlicher Kunstsparten, z. B. John Jasperse (1993/94, 1996), Luise Kloos (1998, 2007), Andrew Harwood (2000), Do Theatre St. Petersburg, Edward Clug & Oper Maribor (2001), Steirischer Herbst (1994, 1997, 2004), Bernhard Lang (2004), Robert Poole (2004, 2010), Gerhard Nierhaus (2009/10, 2013), Universalmuseum Joanneum (2012–2014), Elio Gervasi (1993, 2014), ImPulsTanz (2014), Haus der Architektur (2015), Bernd Klug (2015) und weitere. Seit 1992 ist Ursula Gigler-Gausterer auch Organisatorin des jährlich stattfindenden Internationalen Tanztheaterfestival und der Werkstätten der Internationalen Bühnenwerkstatt in Graz.
2013 schuf Ursula Gigler-Gausterer mit „Im Auge des Tanzes“ den ersten nicht animierten Tanzfilm für den 360° Fulldome (Tanz: Valentina Moar, Musik: Gerhard Nierhaus, Kamera: Herwig Baumgartner). 2014 entstand unter ihrer Leitung das „SHORTCUTS – Experimental Dance Film Festival for 360° Full Dome“. Aus 35 experimentellen Kurzfilmen von Tanz- und Kulturschaffenden aus aller Welt prämierte die Jury bestehend aus Barbara Pichler (Diagonale, Festival Des Österreichischen Films), Katrin Bucher (Universalmuseum Joanneum), Rio Rutzinger (Impulstanz – Vienna International Dance Festival) und Ursula Gigler-Gausterer (Internationale Bühnenwerkstatt Graz) die besten drei Produktionen.

## Künstlerische Werke
- Eröffnung der Landesausstellung Steiermark „Verkehr“ 1999 – Multimediale Performance und Klanginstallation (Choreographie: Ursula Gigler-Gausterer,  Regie&Produktionsleitung: Hans Sisa, Peter Schmelzer)[10]
- Theater im Vulkan (2000; Projektstudie für die Region Steirisches Vulkanland zur Errichtung eines Theaters im Vulkankrater bei Feldbach; Projektpartner: DI Peter Lidl)Studie
- Lebensraum (Premiere: Juli 2009, Int. Tanztheaterfestival Graz, Tanz: Willi Gabalier, Claudia Fürnholzer, Gregor Krammer, Irina Tegitscher, Deepak Kurki Shivaswamy; Musik: Gerhard Nierhaus)[11][12]
- Sensitive (Premiere: August 2010, Tanzebene im DAT; Stimme: Darrel Toulon, Installation: Luise Kloos, Musik: Gerhard Nierhaus)
- Visceral Moving (Premiere: September 2013, Inszenierung 10 Jahre Kunsthaus Graz, Tanz: Do-Theater St. Petersburg, Valentina Moar, Isael Mata Cruz)[13]
- Im Auge des Tanzes (Trailer) – (Premiere: Juli 2013, Int. Tanztheaterfestival Graz, Erster nicht animierter Tanzfilm für den 360° Full Dome, Musik: Gerhard Nierhaus). Die Produktion erhält 2013 den MAECENAS-Steiermark Preis in der Kategorie „Anerkennung“[14][15]
- Nature Moves 4 (Premiere: August 2014, Toplitzbach)
- Friction Lend – Blaue Zone (Premiere: August 2014, La Strada Graz)
- SHORTCUTS – Dance Film Festival for 360 Full Dome – welterstes Tanzfilmfestival im 360° Full Dome[16]
- Nature Moves V (Premiere: August 2015, Sprudel-Sprudel & Musik Gößl)
- Ansichtssache (Premiere: Juli 2015, Int. Tanztheaterfestival Graz, im Rahmen des Architektursommers des Hauses der Architektur)[17][18]
- PAVILLON (Konzept: Ursula Gigler-Gausterer, Konzept&Architektur: KV Fönfrisur, Musik: Bernd Klug, im Rahmen des Architektursommers des Hauses der Architektur)[19][20][21]

## Künstlerische Konzepte – Auftragswerke
- Klang-Bilder (Premiere: 21. Oktober 1994, TAO!, Koproduktion mit steirischer herbst 94, Experimentelle Interaktion zwischen Stimme-Bewegung-Musik nach einer Textvorlage von R.M.Rilke)[22][23]
- Festival Hommage à Lari Leong (1994)[24]
- Painting Performance (Premiere: 21. Juni 1994, Eisernes Tor Graz, mit Maurice Béjart, Philippe Tallis und John Preininger)[25]
- Serie Diva (Premiere 22. Juli 1995, Theater im Palais, „Homo divino“ Eugen Turba, „Diva o della vita facile“ Giordana Pascucci, Regie: Klaudia Reichenbacher)[26]
- Waving to you from here – Schichtungen (Work in Progress: 20. Juli 1996, Theater im Palais, Choreographie: John Jasperse)[27]
- Das Duell oder alles wird gut nach Arthur Schnitzler (Premiere: 16. Juli 1997, TaO!, Regie: Ed Hauswirth, Tanz: Barbara Gasser, Giordana Pascucci, Robert Rauch, Monika Schmidt)[28]
- Der Tod und das M. – Interferenz der Sparten eine Improvisationen nach Schubertliedzitaten (Premiere: 6. Juli 1997, Theater im Palais, Regie: Peter Manhal (Mahler), Tanz: Dejan Dacic (Violine), Komposition Eva Hoffellner)[29]
- Projekt K (Premiere: 8. Oktober 1997, Thalia Graz, Koproduktion mit steirischer herbst 97)[30][31][32]
- Fallgesetze oder „Tu’ Buße, oh Sünde, Du meine Liebste“ (Premiere: 9. März 1998, Kulturzentrum bei den Minoriten; Gastspiele in St. Petersburg, Tscheljebinsk, Potsdam, Hamburg; Choreographie: Evgeny Kozlov)[33]
- Die Residenz – Neufassung nach einem Roman von Marguerite Duras „Vizeconsul“ (Premiere: 17. Juli 1998, Theater im Palais; Choreographie: Bruno Genty)[34]
- Nonsensefiction (Premiere: Juli 2000, Int. Tanztheaterfestival Graz; Choreographie: Evgeny Kozlov)[35]
- La Libertad (Premiere: 26. Juni 2002, Schauspielhaus Graz; Choreographie: Darrel Toulon)[36][37]
- Alles wird Gut – Tanz-Video-Performance (Premiere: 23. Oktober 2004, Non-Stop-Kino Graz; Koproduktion mit dem steirischen herbst 04)
- Site in Sight (Premiere: 21. November 2004, Schauspielhaus Graz; Solidaritätsperformance für die Notwendigkeit eines Tanzhauses in Graz; u. a. mit Renato Zanella, Giorgio Madia, Michael Birkmeyer, Peter Breuer, Esther Linley, Edvard Clug, Robert Poole)[38][39]
- 48 hours (Premiere: März 2010, Tanzebene im DAT; Choreographie: Robert Poole)
- Nature Moves I (Premiere: August 2011, Pichl-Kainisch; Choreographie: Evgeny Kozlov)
- Refugium I (Premiere: Dezember 2012, GrazMuseum)
- Nature Moves II (Premiere: August 2012, Ödensee; Choreographie: Evgeny Kozlov)
- Refugium II (Premiere: Dezember 2013, GrazMuseum)
- Nature Moves III (Premiere: August 2013, Seewiesen Altaussee; Choreographie: Evgeny Kozlov & Ursula Gigler-Gausterer)
- Dizzing Les Gens d’Uterpan – Audience (Premiere: Juli 2013, Int. Tanztheaterfestival Graz; Choreographie: Isael Cruz Mata Rojas)
- Refugium Tanz (Premiere: Dezember 2014, Graz)
- Drifting Through – FarbFlussKörper in der Ausstellung von Katharina Grosse (Premiere: Juli 2014, Kunsthaus Graz; Konzept: Ursula Gigler-Gausterer & Katrin Bucher (Universalmuseum Joanneum), Choreographie: Elio Gervasi, Tanz: Cie. Gervasi und Kira Kirsch)[40][41]

## Beiratstätigkeit
- 2004–2012: Kulturbeirat der Stadt Graz